# I'm Standing on the Scaffold
「I'm Standing on the Scaffold」（アイム スタンディング オン ザ スキャアフォード）は、BIGMAMAの5枚目のシングル。2010年12月25日にRX-RECORDSよりリリースされた。

## 概要
前作『ダイヤモンドリング』から1年5ヶ月ぶりのリリース。同日発売のライブDVD『Back To The "2008.4.13"&"2009.4.12" 〜We Don't Need a Time Machine〜』とともに受注生産限定であり、発売日である12月25日まで、BIGMAMAの公式通販サイトで注文の受付が行われていた。注文者には、特製の靴下に商品が入った状態で届けられた。また、注文者から無作為に選ばれた1名のみは、BIGMAMAのメンバーが仮装をして直接お届けに伺うというサプライズも用意された。

## 楽曲解説
I'm Standing on the Scaffold
表題曲。
タイトルは「僕は処刑台に立っている」という意味を表しており、たったの一言を大切な人に言えなかったことの、深い後悔や絶望を歌った楽曲。
クリスマス・イブ
山下達郎が1983年に発表した楽曲「クリスマス・イブ」のカバー曲。
BIGMAMAが邦楽アーティスト楽曲のカバーを手掛けるのは、今作が初である。

## 収録曲
| 全編曲: BIGMAMA。 |                                  |           |           |      |
| #                 | タイトル                         | 作詞      | 作曲      | 時間 |
| 1.                | 「I'm Standing on the Scaffold」 | 金井政人  | BIGMAMA   | 5:08 |
| 2.                | 「クリスマス・イブ」             | 山下達郎  | 山下達郎  | 3:16 |
| 合計時間:         | 合計時間:                        | 合計時間: | 合計時間: | 8:24 |